# Собор Святого Димитрия (Видин)
Собор Святого Димитрия (болг. Свети Димитър) — кафедральный собор Видинской епархии Болгарской православной церкви. Вторая по величине церковь в Болгарии — после собора Александра Невского в Софии. Церковь является памятником культурно-национального значения.

## История
Начиная с 1718 года Видин стал считаться пограничным городом Османской империи. Это означало, что в городе начало действовать пограничное законодательство, согласно которому болгарам запрещалось селиться внутри крепостных стен. Те же, кто имел дома внутри крепости, должны были их продать и построить себе жилище за её пределами, причём строить каменные сооружения запрещалось.
Помимо этого, крепостные ворота были заперты с 6 часов вечера до 7 часов утра, поэтому жители не могли присутствовать на всенощных во время главных православных праздников в церквях Видина. Это вынудило их приступить к строительству новой церкви — за пределами крепости.
Новая церковь была названа во имя великомученика Димитрия. Вскоре церковь стала местом сосредоточения церковной и культурной жизни города, а также кафедральным собором. 6 декабря 1868 года здесь состоялось торжественное богослужение на болгарском языке. В это время видинским митрополитом стал Антим I, который через четыре года был избран первым болгарским экзархом.
К концу XIX века деревянная конструкция церкви сильно обветшала, поэтому было решено построить новую церковь на этом же месте. Средства на строительство были получены от гильдий мастеров и добровольных пожертвований. Проект нового здания был создан архитектором Бахнани. 10 марта 1885 года был торжественно заложен первый камень на месте будущей церкви, а 26 октября 1890 года в строящемся здании была отслужена первая литургия.
Полностью работы по строительству были завершены в 1926 году, когда и состоялось торжественное освящение нового собора.

## Архитектура
Собор имеет три нефа, пересекаемых трансептом. Главный купол опирается на четыре свободно стоящие колонны. Высота центрального купола 33 метра.